# Reddy Kilowatt
Reddy Kilowatt es un personaje de dibujos animados que actuó como portavoz corporativo para la generación de electricidad en los Estados Unidos y otros países durante más de siete décadas. Actualmente una versión en colores azul y plomo sigue siendo utilizado como mascota de equipo ecuatoriano de Fútbol Emelec.

## Descripción
Reddy Kilowatt se dibuja como una figura de palo cuyo cuerpo, extremidades y cabello están hechos de relámpagos estilizados y cuya cabeza bulbosa tiene un bombillo para la nariz y enchufe para las orejas.

## Concepción
Reddy Kilowatt hizo su primera aparición publicada el 14 de marzo de 1926 en un anuncio en The Birmingham News para Alabama Power Company (APC). El personaje fue una creación del gerente comercial de 40 años de la compañía, Ashton B. Collins, Sr.
Al igual que otras empresas de servicios eléctricos de la época, APC buscaba aumentar la demanda de energía eléctrica de los consumidores. Las estaciones generadoras de CA comercialmente viables habían comenzado a alimentar las calles y hogares de América del Norte a fines del siglo XIX. A mediados de la década de 1920, las compañías eléctricas habían logrado llevar electricidad a prácticamente todas las ciudades y pueblos principales de América del Norte; sin embargo, las áreas rurales permanecieron crónicamente desatendidas. En 1930, casi el 90 por ciento de las granjas en los Estados Unidos todavía no tenían acceso al servicio eléctrico. Collins estaba convencido de que la mejor manera de ganarse a los nuevos clientes, incluidos los propietarios de pequeñas empresas frugales y los escépticos agricultores y habitantes de las zonas rurales, era darle a su nuevo producto, en su mayoría invisible, un rostro más humano.
Según la tradición corporativa, Collins encontró su inspiración en una dramática tormenta eléctrica de Alabama. Mientras observaba las descargas eléctricas golpear el suelo, imaginó las extremidades danzantes de una criatura poderosa, una que podría aprovecharse al servicio del público. Se dirigió a un colega, el ingeniero de APC Dan Clinton, para crear los primeros dibujos de Reddy Kilowatt, un "servidor eléctrico" con brazos y piernas de rayo, con guantes y zapatos de seguridad. Añadió una cara amigable con una nariz de bombilla y enchufes para las orejas.
APC registró el personaje el 6 de marzo de 1926. En los años siguientes, Reddy apareció en publicidad impresa para la compañía. Hizo su primera aparición tridimensional en la Exposición Eléctrica de Alabama de 1926.

## Adolescencia

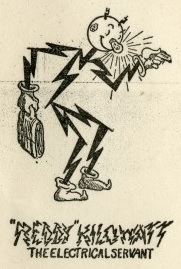
Imagen de Reddy Kilowatt, 1933: marca comercial estadounidense 302,093

El inicio de la Gran Depresión en 1929 suprimiría aún más la demanda de nuevos servicios eléctricos y ralentizaría el progreso hacia la electrificación rural . Collins seguía convencido de que el personaje de Reddy Kilowatt podría ser un poderoso promotor de la energía eléctrica. Un defensor de toda la vida del capitalismo, Collins se alarmó por la creciente intervención del gobierno en el sector y también vio a Reddy como un embajador de las empresas de servicios públicos (IOU) propiedad de inversores.
En 1933, los pagarés se unieron para promover sus intereses, formando el Edison Electric Institute. Collins se unió a la nueva organización, viajando por los Estados Unidos para promover el uso de energía eléctrica. APC le dio a Collins los derechos sobre el personaje que creó. Contrató a una joven amiga de la familia, Dorothea Warren (1914–1999), para refinar la imagen de Reddy Kilowatt. El 28 de marzo de 1933, la Oficina de Patentes de EE.UU. Concedió a Collins el número de marca comercial 302,093. Warren se convertiría en un prolífico artista comercial y autor de libros infantiles.

A cambio, RKS garantizó al licenciatario una gama de productos y servicios. El más importante de estos se conoció como el Libro de Pruebas de Reproducción del Servicio de Arte Reddy Kilowatt, un catálogo de imágenes, aplicaciones y anuncios de acciones de Reddy Kilowatt que la empresa podría utilizar o personalizar para promocionar sus servicios eléctricos. Utilizando el Libro de Pruebas como guía, las empresas pueden solicitar hojas de servicio de tapetes y diseños para satisfacer sus necesidades. En el momento de su edición final en 1998, el libro había crecido a cientos de páginas, conteniendo miles de imágenes. RKS también produjo una publicación periódica llamada Reddy Bulletin, que contiene noticias e ideas promocionales para los licenciatarios.
Collins reconoció desde el principio que el atractivo de Reddy Kilowatt no tenía fronteras. Primero buscó y obtuvo protección de marca registrada para el personaje en Canadá en 1934 y posteriormente en Argentina (1937), Gran Bretaña (1938) y México (1938). A lo largo de los años, Reddy se licenciaría ampliamente en el Caribe, Sudamérica, Australia, África y Asia.

## Madurez
Con el inminente fin de las hostilidades en los últimos meses de la Segunda Guerra Mundial, las compañías de servicios públicos comenzaron a prepararse para un retorno a una economía impulsada por el consumidor y para responder a 15 años de demanda acumulada de nuevos electrodomésticos. La demanda de energía eléctrica aumentó un 14 por ciento entre 1946 y 1947 solo. Un factor importante fue que, aun cuando la demanda de energía eléctrica aumentó, el costo de la energía continuó disminuyendo. Cuando se creó Reddy a mediados de los años 20, un kilovatio-hora costaba 55 centavos (en dólares constantes de 1992). Para 1947 había caído a 19 centavos, y continuaría cayendo durante las dos décadas siguientes. Ashton Collins vio que Reddy Kilowatt podría desempeñar un papel importante en la promoción del uso eléctrico en un período de prosperidad de posguerra, pero reconoció la necesidad de refinar la imagen del personaje. Ya en 1943, Collins se acercó al destacado animador estadounidense Walt Disney en un intento por adaptar Reddy para la película. El estudio estaba muy involucrado en la producción de películas para el ejército de los Estados Unidos en ese momento y el proyecto no continuó.
Dos años después, Collins se acercó a otro notable animador, Walter Lantz, con la idea de protagonizar a Reddy en la pantalla grande. Lantz, cuyos personajes como Woody Woodpecker y Andy Panda eran bien conocidos por los aficionados al teatro de la época, estuvo de acuerdo y lanzó el cortometraje Reddy Made Magic en marzo de 1946. Lantz y Collins compartieron créditos de producción en la película, que fue dirigida por Dick Lundy, un ex animador de Disney. El guion, de Ben Hardaway y Milt Schaffer, contó la historia de la creación de electricidad contada por Reddy Kilowatt. Junto con la versión cinematográfica de Reddy Made Magic, Educational Comics produjo un cómic complementario con un precio de portada de cinco centavos y el subtítulo La increíble historia real de la electricidad. La voz de la película de Reddy fue proporcionada por Walter Tetley, el prolífico actor de doblaje cuyos talentos fueron demandados por los productores que necesitaban un sonido adolescente y agudo. Los créditos de Tetley incluyeron la voz de Sherman, compañero del genio canino de Jay Ward, el Sr. Peabody. 
La contribución de Lantz a la historia de Reddy Kilowatt es considerable. Antes de 1946, Reddy Kilowatt solía ser retratado como una criatura larguirucha y a veces extraña. Los animadores de Lantz refinaron la apariencia de Reddy para hacer su cuerpo más corto y más proporcional. Los guantes de seguridad de puño ancho (y cinco dedos) de Reddy fueron reemplazados por guantes blancos de cuatro dedos del tipo tradicionalmente usado por Mickey Mouse y otras criaturas populares de dibujos animados. Lo más importante es que los artistas de Lantz ampliaron la sonrisa de Reddy y agregaron blancos a sus ojos, aumentando instantáneamente su rango de expresión. 
La película de Lantz incluía una canción, cantada por Walter Tetley como Reddy. Más tarde fue utilizado en aplicaciones publicitarias y comerciales por los licenciatarios. Llamada simplemente "Reddy Kilowatt", la canción fue escrita por el artista de jazz Del Porter y el compositor nominado al Oscar Darrell Calker. 
En 1953 Collins incorporó a RKS como Reddy Kilowatt, Inc., (RKI) estableciendo su oficina central en la ciudad de Nueva York. La compañía continuó brindando una gama de productos y servicios a los licenciatarios. Además del Libro de Pruebas, RKI produjo un manual con pautas para ayudar a las empresas de servicios públicos a utilizar Reddy en su beneficio. El Reddy Bulletin fue reemplazado alrededor de 1942 por Reddy News, un periódico brillante que destacaba los éxitos y las mejores prácticas de los licenciatarios de RKI.
RKI continuó promoviendo agresivamente sus marcas registradas Reddy Kilowatt en todo el mundo. Para 1957, 222 empresas de servicios públicos de todo el mundo habían autorizado el uso del personaje. A finales de los años 60, se estima que el número de licenciatarios de RKI ascendía a unos 300 en todo el mundo.
A lo largo de este período, RKI fue un prolífico productor de materiales promocionales e incentivos, ampliamente distribuido por los licenciatarios. Baratijas que iban desde joyas para hombres y mujeres, instrumentos de escritura y encendedores, hasta guantes de cocina, delantales y naipes, presentaban la cara constantemente sonriente de Reddy Kilowatt. El objetivo principal de Collins se mantuvo sin cambios: proporcionar una cara humana y accesible al negocio de la generación de energía. El tema es evidente en el arte RKI de la época: un Reddy sin aliento corriendo cuesta arriba para demostrar el estrés del aumento de los costos; Reddy en togs de caza que advierte a los tiradores de las líneas eléctricas; un sonriente Reddy enmarcando una factura de energía como su "salario".
RKI continuó avanzando en la filosofía empresarial pro-libre de Collins. La compañía alentó a los licenciatarios a difundir este mensaje a los jóvenes. A partir de fines de la década de 1940, las empresas de servicios públicos comenzaron a patrocinar "Reddy Kilowatt Youth Clubs", incorporando actividades educativas con valores capitalistas. Al mismo tiempo, RKI distribuyó anuncios de acciones con mensajes políticos conservadores para uso de los licenciatarios. Entre las promociones para calefacción eléctrica y electrodomésticos se encontraban imágenes de un Reddy visiblemente sudoroso que advierte que la propiedad del gobierno de los servicios públicos es "Socialismo, el hermano gemelo del comunismo, ¡y no queremos ninguno de esos ismos!"
RKI tomó medidas para proteger vigorosamente su propiedad intelectual. En 1956, RKI demandó a la Asociación Nacional de Cooperativas Eléctricas Rurales, una asociación de empresas de servicios públicos cooperativos, por infracción de marca registrada. Cuatro años antes, la organización había presentado a Willie Wiredhand, un personaje con un cuerpo de cable eléctrico y patas de enchufe eléctrico. El 7 de enero de 1957, el tribunal dictaminó que los personajes eran diferentes y desestimó la denuncia.
En 1958, John Sutherland Productions actualizó Reddy Made Magic para la era atómica, produciendo el cortometraje The Mighty Atom. La película incorporó algunas imágenes de Reddy Made Magic. Como antes, el lanzamiento de la película fue seguido por un cómic complementario. La película actualizó el tema de Reddy Kilowatt para declarar: "¡Estoy en tu televisor con cada programa que obtienes!" 
Reddy Kilowatt, que cantaba y bailaba, apareció en un espectáculo animado llamado "Holiday with Light" en la exhibición Tower of Light en la Feria Mundial de Nueva York de 1965 (junto con un Benjamin Franklin en forma de bombilla).
En 1962, Collins entregó la presidencia de RKI a su hijo Ashton B. Collins, Jr. (1932–2014), aunque el alto Collins permaneció como presidente de RKI hasta su muerte en 1972. Gran parte del trabajo diario de RKI fue dirigido por la secretaria corporativa de la compañía, Louise M. Bender (1917–2005) mientras que Ray Crosby se desempeñó durante muchos años como director de arte de la compañía. RKI empleó a unas 30 personas en su apogeo.

## Decadencia
Para cuando cumplió 50 años de Reddy, el clima corporativo para las empresas eléctricas había cambiado considerablemente. La creciente influencia del movimiento ecologista a finales de los años 60, junto con la escasez de combustible de principios de los 70, alejó el enfoque de las empresas de servicios públicos de la expansión hacia la conservación. RKI comenzó a asesorar a sus licenciatarios sobre temas ambientales, instándolos a usar el personaje para avanzar un mensaje de "mejora ambiental". Las imágenes prediseñadas de Reddy Kilowatt comenzaron a representar al personaje en varias poses "verdes": plantar plántulas e instalar iluminación de bajo consumo, por ejemplo. A finales de los 90, Reddy colgó sus botas de seguridad con punta puntiaguda y las reemplazó por zapatillas de deporte.
En 1976, en un esfuerzo por ampliar su gama de servicios comercializables, RKI se rebautizaría como Reddy Communications, Inc. [RCI], trasladando su sede a Greenwich, Connecticut.
"Reddy", insistió Louise Bender en 1978, "es amigo del consumidor", y agregó que instar a los usuarios a mantener bajo su consumo de energía era solo cumplir su misión; sin embargo, la imagen actualizada del personaje no era fácil. Reddy Kilowatt había actuado como animador del consumo de energía durante más de medio siglo y su transformación a ambientalista fue vista con escepticismo por muchos. Los grupos conservacionistas y los dibujantes de cómics editoriales comenzaron a apropiarse del personaje de manera irónica y negativa para satirizar la industria energética, para irritación de la compañía. En un caso de 1979, RCI demandó a la Environmental Action Foundation (EAF) por usar la imagen de Reddy para criticar a la industria en sus publicaciones. El tribunal se puso del lado de la EAF y concluyó que su parodia del personaje era de uso justo.
El declive de Reddy se aceleró aún más al dispararse los precios de la energía a fines del siglo XX. El entorno corporativo cambiante condujo a fusiones, consolidaciones y adquisiciones gubernamentales de compañías de energía, en conflicto con el decreto de la compañía de que solo las empresas de servicios públicos propiedad de inversores podían licenciar el uso de la imagen de Reddy. En un ejemplo, la Provincia de Nueva Escocia se trasladó para adquirir Nova Scotia Light and Power, licenciatario de Reddy Kilowatt desde 1948. Inmediatamente después de que concluyera la venta en enero de 1972, los funcionarios de la compañía se desplegaron en todo el sistema para eliminar la imagen del personaje de carteles, vehículos y estructuras. El logotipo corporativo, que anteriormente presentaba un radiante Reddy Kilowatt agarrando una pancarta con el nombre de la compañía, se redujo a un triángulo sin adornos, a veces con los dedos amputados de Reddy restantes como evidencia de su fallecimiento.
Un último clavo en el ataúd de Reddy fue la caída general de los personajes ficticios y animados como portavoces corporativos. Las corporaciones modernas han tendido a favorecer logotipos abstractos y marcas de palabras y patrocinadores famosos para representar sus marcas.
En 1979, 140 compañías de servicios estadounidenses continuaron otorgando licencias de la marca registrada Reddy Kilowatt de RCI. A finales de los años 90, solo "un puñado" de licenciatarios permanecía en todo el mundo incluyendo Oklahoma Gas &amp; Electric, Kenya Power and Lighting Company y la Junta de Electricidad del Sureste de Queensland. Deborah Dunagan, directora de operaciones de RCI, ahora con sede en Albuquerque, Nuevo México, insistió en que Reddy seguía siendo un "comunicador natural para la era de la información".

## Destino
A fines de 1998, Northern States Power Company (NSP), con sede en Minneapolis, Minnesota, acordó comprar RCI y sus marcas registradas de Collins Capital Corporation, ahora encabezada por el hijo de Ashton Collins, Ash Collins, Jr. El CEO de NSP , Jim Howard, prometió que Reddy continuaría siendo un fuerte embajador de las operaciones eléctricas de la compañía junto con un nuevo compañero, Reddy Flame, que representa a su división de gas natural. Menos de dos años después, en agosto de 2000, NSP se fusionó con New Century Energies, Inc. para formar Xcel Energy Inc. La nueva compañía abandonó el uso de ambos personajes. 
A partir de 2020, se sabe que pocas utilidades usan Reddy Kilowatt bajo licencia. Uno que sigue representando a Reddy en su logotipo es Barbados Light and Power Company Limited (BLP) de Saint Michael, Barbados. Para su centenario en 2011, BLP presentó a Reddy en un cortometraje animado, Electricity and You.
En otros lugares, algunos artefactos de Reddy Kilowatt permanecen en el ojo público: 
En Mount Pearl, Newfoundland y Labrador, Canadá, una cooperativa de crédito formada originalmente para representar a los empleados de un ex licenciatario, sigue llevando el nombre de Reddy Kilowatt.
Alabama Power Company, donde se originó Reddy en 1926, restauró un letrero de neón histórico, incluida una versión anterior de Reddy, en su edificio en Attalla, Alabama.
En Sioux City, Iowa, la sociedad de preservación SiouxLandmark restauró un gran Reddy de neón que había recibido a los visitantes de Sioux City durante casi 40 años. El letrero se exhibe en el edificio Design West Studio de la Universidad Estatal de Iowa, una antigua planta de energía.
En York, Pensilvania, el Centro de Historia del Condado de York restauró un letrero Reddy Kilowatt de 18 pies que anteriormente se había ubicado en una planta hidroeléctrica cercana. El letrero se exhibe en el Museo Agrícola e Industrial del Centro de Historia.
En 2015, la comunidad de Bighorn, en el sur de Alberta, restauró una imagen de Reddy Kilowatt en linóleo con incrustaciones que había sido parte de un piso en una antigua casa de personal de Calgary Power durante más de 50 años. Restaurada con la ayuda del fabricante de pisos Armstrong World Industries, la imagen de 1.6 metros cuadrados ahora se exhibe en las oficinas de la municipalidad en Exshaw, Alberta.
El comercio de objetos coleccionables y recuerdos de Reddy Kilowatt, desde letreros hasta baratijas, sigue siendo popular en los mercados de antigüedades y sitios de subastas en línea. Debido al volumen de dicho material producido por RKI y sus licenciatarios, los precios de la mayoría de los artículos son modestos, aunque algunas piezas raras y únicas pueden exigir grandes cantidades. 

## Cultura popular
Un breve clip animado de Reddy Kilowatt aparece en una de las primeras parodias de cortometrajes de Star Wars, Hardware Wars, producida por Ernie Fosselius y Michael Wiese en 1978. Reddy aparece en una pantalla de visualización de a bordo para advertir sobre una "conexión de pulpo peligrosamente sobrecargada en el sector cinco".
Reddy Kilowatt apareció en un cameo en la película inspirada en el videojuego de 1994 Double Dragon, protagonizada por Alyssa Milano.
Reddy fue parodiado en un episodio del programa de televisión Roseanne, emitido por primera vez el 7 de noviembre de 1995. El episodio "That Fifties Show", representaba un espectáculo ficticio en blanco y negro llamado That's Our Rosie. En él, una muñeca Reddy Kilowatt fue utilizada en un comercial falso para una empresa de servicios públicos, lanzada por Dan y DJ a la manera de los primeros días de la televisión en la década de 1950, cuando los espectáculos mostraban a los artistas promocionando los productos de su patrocinador.
Gigawatt, el villano en el episodio "Mind Over Matter" de My Life as a Teenage Robot, tiene un ligero parecido con Reddy Kilowatt. 
Barry Weiss descubrió una lámpara Reddy Kilowatt en un casillero de almacenamiento abandonado en 2012 en el episodio 13 de la tercera temporada de Storage Wars, titulada "Willkommen to the Dollhouse". Considerado un artículo de colección valioso, la lámpara y la bombilla con la apariencia de Reddy tenían un valor minorista de $3,000, pero finalmente se vendieron por solo $1,600.
El brazo de Mantenimiento de Instalaciones de la Universidad de Temple en Filadelfia típicamente aplica la imagen de Reddy a los vehículos equipados para realizar trabajos de mantenimiento de alto voltaje dentro de la universidad. 
En el primer álbum de The Grateful Dead, Phil Lesh se refirió a sí mismo como Phil "Reddy Kilowatt" Lesh. También usó una imagen de Reddy Kilowatt en los carteles de la gira de Phil Lesh and Friends y posteriormente utilizó el alias Reddy Kilowatt regularmente en los tableros de mensajes relacionados con Grateful Dead y en sitios para compartir música.
En un episodio de American Pickers se vio un letrero de Wisconsin Light & Power con Reddy Kilowatt, que una vez se mostró en una cerca que rodea un servicio público como un transformador o una presa hidroeléctrica. 
En 2018, Victoria, Columbia Británica, la empresa cervecera artesanal Phillips Brewing presentó una versión de Reddy Kilowatt en su etiqueta de botella "Mega Hertz Belgium ESB". 

## En Ecuador
El equipo ecuatoriano de fútbol Club Sport Emelec utiliza una versión en color azul y plomo de Reddy Kilowatt, conocido en el país como Alerto Kilovatio "Bombillo", como su mascota. El club fue fundado en 1929 por empleados de una compañía eléctrica con sede en Guayaquil.

## En Venezuela
La compañía "Electricidad de Caracas" usó la figura de Reddy Kilowatt como figura de la empresa, bajo el nombre de "K-Listo".